# Hermann Claaßen
Hermann Peter Claaßen (* 23. November 1856 in Tiegenhof, Westpreußen; † 5. September 1944 in Stuttgart) war ein deutscher Chemiker und Zuckertechniker.

## Leben
Hermann Claaßen studierte ab 1875 an den Universitäten Bonn und Leipzig sowie an der Gewerbeakademie Berlin Chemie und promovierte 1878 in Göttingen. Nach Tätigkeiten in verschiedenen Zuckerfabriken leitete er von 1888 bis 1931 die Zuckerfabrik Dormagen. Neben der leitenden Tätigkeit setzte er sich auch wissenschaftlich sehr erfolgreich mit der Zuckerfabrikation auseinander. So beschäftigte Claaßen sich in den Jahren 1889 bis 1892 mit den Verlusten beim Aufbewahren und Verarbeiten von Zuckerrüben. In den Folgejahren forschte er über Verdampfung und Zuckerkristallisation. Insgesamt veröffentlichte er über 800 Aufsätze.
Von 1892 bis 1906 war Hermann Claaßen Vorsitzender des Vereins Deutscher Zuckertechniker. In den Jahren 1914 bis 1916 war er Vorstandsmitglied des Vereins Deutscher Ingenieure (VDI).
1910 verlieh die Technische Hochschule Charlottenburg Hermann Claaßen die Ehrendoktorwürde. Der Kölner Bezirksverein des VDI ernannte ihn 1917 zum Ehrenmitglied. Im selben Jahr erhielt er vom Technischen Verein für Zuckerfabrikation die Coste-Medaille. Der VDI-Hauptverein ernannte ihn 1931 zum Ehrenmitglied. Weitere Ehrenmitgliedschaften waren die des Vereins Deutscher Zuckertechniker, des Vereins der Deutschen Zuckerindustrie (1927) und der Sugar Technologists' Association of India (1927). Der Verein der Deutschen Zuckerindustrie ernannte ihn auch zum Mitglied des Ehrenbeirats.